# Luis Antonio Scozzina
Luis Antonio Scozzina OFM (ur. 6 maja 1951 w San Lorenzo) – argentyński duchowny katolicki, biskup Orán od 2018.

## Życiorys

### Prezbiterat
Święcenia kapłańskie otrzymał 4 października 1980 w zakonie franciszkanów. Był m.in. przełożonym prowincji św. Michała, rektorem zakonnego instytutu teologicznego, wykładowcą Katolickiego Uniwersytetu Argentyny i dyrektorem Instytutu św. Tomasza z Akwinu, działającego przy tej uczelni.

### Episkopat
6 kwietnia 2018 papież Franciszek mianował go biskupem ordynariuszem diecezji Orán. Sakry udzielił mu 18 maja 2018 metropolita Corrientes – arcybiskup Andrés Stanovnik.